# بوب كرايغ
بوب كرايغ (بالإنجليزية: Bob Craig)‏ هو لاعب دوري الرغبي أسترالي، ولد في 1 سبتمبر 1885 في سيدني في أستراليا، وتوفي في 5 مارس 1935 في Leichhardt, New South Wales ‏ في أستراليا بسبب شنق.

## وصلات خارجية
- بوب كرايغ عل موقع إسبنسكروم (الإنجليزية)
- بوب كرايغ على موقع أوليمبيديا (الإنجليزية)